# 123Movies
123Movies, GoMovies, GoStream, MeMovies of 123movieshub was een netwerk van websites voor het streamen van bestanden vanuit Vietnam, waardoor gebruikers gratis films konden kijken. Het werd in maart 2018 door de Motion Picture Association of America (MPAA) 'de meest populaire illegale site' ter wereld genoemd, voordat het een paar weken later werd gesloten op grond van een strafrechtelijk onderzoek door de Vietnamese autoriteiten. Sinds juli 2020 is het netwerk nog steeds actief via kloon-sites.

## Ontwikkeling

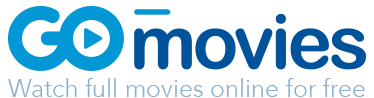
GoMovies-logo

De site onderging verschillende naamsveranderingen nadat deze werd afgesloten vanuit verschillende domeinen; soms verscheen de naam als "123Movies" en soms als "123movies". De oorspronkelijke naam en URL was 123movies.to, dat veranderde in andere domeinen, waaronder 123movies.is, voordat het werd omgeleid naar gomovies.to en later gomovies.is. Het werd gewijzigd naar gostream.is en vervolgens naar memovies.to, voordat het werd gewijzigd naar 123movieshub.to/is en daar bleef tot het werd afgesloten.
In oktober 2016 plaatste de MPAA 123Movies in haar Online Notorious Markets- overzicht aan het Office of the United States Trade Representative (USTR), waarin stond: "De site heeft een wereldwijde Alexa-rangschikking van 559 en een lokale rangschikking van 386 in de VS. 123movies.to had in augustus 2016 9,26 miljoen verschillende bezoekers wereldwijd volgens SimilarWeb-gegevens ". In oktober 2016 meldde Business Insider dat 123movies.to de "meest gebruikte piratenwebsite" in het Verenigd Koninkrijk was.
123Movies bevatte films in HD-, HD-RIP-, Blu-ray- en camera-kwaliteit. De video-hosters en spelers die het gebruikten, waren onder meer Openload, Streamango en MyCloud. Tijdens zijn bestaan en afsluitingsperiode werd de site gedekt door TorrentFreak met betrekking tot de functies, uptime/downtime, afsluiting en redenen voor afsluiting.
In december 2017 lanceerden de makers van 123movies een andere streaming-site gewijd aan anime, genaamd AnimeHub.to, die maandenlang online bleef nadat 123Movies was afgesloten.

## Afsluiting
In maart 2017 meldde TorrentFreak dat de Amerikaanse ambassadeur in Vietnam, Ted Osius, in gesprek was geweest met de plaatselijke minister van Informatie en Communicatie, Truong Minh Tuan, over het sluiten van illegale videostreamingsites die vanuit Vietnam opereren, en noemde 123movies als een specifieke site.
In oktober 2017 vermeldde de MPAA 123Movies (en GoStream.is) in haar Online Notorious Markets- overzicht aan het Office of the United States Trade Representative, en verklaarde dat, hoewel de site technisch werd gehost vanuit Oekraïne, dat: "De site talloze stappen onderneemt om de identiteit van de operator te verbergen, inclusief het gebruik van Cloudflare, maar er zijn sterke redenen om aan te nemen dat de operator zich nog steeds in Vietnam bevindt; inhoud wordt geüpload met behulp van cyberlockers van talloze e-mailaccounts afkomstig van Can Tho University of Medicine and Pharmacy ".
In maart 2018 zei de MPAA dat de site de ‘meest populaire illegale site ter wereld’ was, dat het vanuit Vietnam werd beheerd en naar schatting 98 miljoen bezoekers per maand ontving. Op 19 maart 2018 kondigde een bericht op de startpagina van de site de sluiting aan en spoorde gebruikers aan om "filmmakers te respecteren door te betalen voor films en tv-shows".

## Heropkomst
In oktober 2018 zei de update van de MPAA over Online Notorious Markets aan de handelsvertegenwoordiger van de Verenigde Staten dat de sluiting van 123movies, 123movieshub, gostream en gomovies, op basis van een strafrechtelijk onderzoek in Vietnam in 2018, 'een belangrijke ontwikkeling' was in bestrijding van illegale filmpiraterij. In het MPAA-rapport werd echter ook opgemerkt dat er in ten minste acht andere landen talloze copycat-sites waren ontstaan. In november 2018 meldde TorrentFreak dat sites die verband hielden met of vergelijkbaar waren met 123Movies, zoals WatchAsap, ook waren gesloten door de FBI, maar doorverwezen werden naar andere sites voor het delen van bestanden.